# Мери Елизабет Брадън
Мери Елизабет Брадън (на английски: Mary Elizabeth Braddon; * 4 октомври 1835 в Лондон, Обединено кралство, † 4 февруари 1915 в Лондон, Обединено кралство) е популярна английска писателка от Викторианската епоха.
Най-известна е с нейния сензационен роман „Тайната на лейди Одли“ от 1862 г., който също така е драматизиран и заснет няколко пъти. Смята се, че е публикувала около 90 романа, 150 разказа, няколко пиеси и множество публицистични статии.

## Биография

### Начални години
Родена в Сохо, Лондон като трето дете на Фани Уайт – ирландска журналистка и Хенри Брадън – адвокат от Корнуол. Има брат и сестра. Поради изневярата на съпруга ѝ и финансовата му безотговорност майка ѝ се разделя с баща ѝ, когато Мери е на пет години. Изпаднала във финансови затруденения, майка ѝ поисква помощта на сем. Брадън. Мери се обучава у дома. От ранна детска възраст проявява голяма склонност към учението и пише разкази от 11-годишна възраст.
Семейството се установява първо в Съсекс, а по-късно в Лондон, където Мери посещава Скарсдейл Хаус – частно девическо училище. Когато е на 10 години, брат ѝ Едуард Брадън († 1904) заминава да работи при богатия им чичо в Индия и по-късно отива в Австралия. Там той се радва на блестяща политическа кариера и е премиер на Тасмания от 1894 до 1899 г.

### Актьорска кариера
Висока, с кестенява коса и надарена с доста хармоничен глас, на 17-годишна възраст Мери започва кариерата си на актриса и въпреки че първоначално има второстепенни роли, професията ѝ позволява да издържа себе си и майка си, която я следва в пътуванията ѝ. Актьорската ѝ кариера продължава около осем години, започвайки през 1852 г. Това нейно решение предизвиква противоречия в семейството ѝ и тя е принудена да приеме сценичното име Мери Сейтън (Mary Sayton), за да запази реномето си. Тя обикаля провинциите, започвайки от Саутхемптън и пътувайки до Уинчестър и Рединг, като отива в Шотландия за кратък период от време през 1855 г.
С развитието на кариерата си тя преминава от статистка в сцени с тълпа до малки говорещи роли и след това до главни поддържащи роли, като накрая има главни роли. Брадън работи усилено, има талант за актьорско майсторство, радва се на кариерата си и така успява да издържа семейството си. По-голямата част от пиесите, в които играе, са комедии и фарсове, но участва и в бурлески, пантомими и шекспирови продукции, включително комедии, исторически драми и трагедии.
През 1856 г., след като постига статут на водеща дама на провинциалната сцена, Брадън се мести в Театър „Съри“, за да стартира кариера в Лондон. Въпреки това първият ѝ сезон там е провал и тя е принудена да се върне в провинциалните театри. След завръщането си се присъединява към трупата на Кралски театър „Хълс“. През 1857 г. се мести в Брайтън, присъединявайки се към компанията на Хенри Най Чарт. Там тя започва да играе предимно твърде стари за нея роли, което предполага, че нейната популярност намалява.
По време на театралната си кариера Брадън се запознава с Джон Гилби (богаташ от Йоркшър) и с Едуард Булвер Литън, които стават нейни литературни ментори, съветват я какви изложби да види, пращат ѝ книги за четене и коригират нейните творби.

### Писателска кариера и връзка с Максуел
Акрисата Аделайд Бидъл – нейна приятелка отбелязва, че интересът на Брадън към актьорството намалява, когато се захваща с писането на романи. Към 1859 г., благодарение на грижите на Гилби, който ѝ осигурява финансова подкрепа за определен период, Мери се отдава на писане. Тя написва няколко разказа, публикувани от септември 1860 г. в евтини художествени списания, собственост на издателя Джон Максуел (* 1824, † 1895). През юли 1861 г. списанието „Робин Гудфелоу“ започва сериализацията на най-известния ѝ роман „Тайната на лейди Одли“ (Lady Audley's Secret), продължила в списание „Сикспени“ след банкрута на списанието.
Професионалната връзка с Максуел скоро се превръща в любовна афера. Максуел е женен с пет деца, но жена му е затворена в психиатрична болница в Дъблин (според някои биографи тя всъщност е отделена в дома на съпруга си
). През 1861 г. Мери и майка ѝ се местят в дома му в Лондон, където писателката е мащеха на децата му. През 1864 г. двамата, след като стават родители на две деца, се опитват да уредят общественото си положение. Максуел казва на вестниците, че се е оженил за Брадън. Това цели да заглуши обществените клюки в интерес на благоприличието. Ричард Бринсли Ноулс обаче пише до тези вестници, като ги информира, че Мери Ан – негова снаха и истинска съпруга на Максуел все още е жива. В списанията от онова време и от някои нейни съвременници Мери Елизабет е обвинявана в неморалност както за личния ѝ живот, така и за съдържанието на книгите ѝ: нейните герои са трансгресивни героини, а два от нейните романи („Тайната на лейди Одли“ и „Аврора Флойд“) се занимават с темата за бигамията.
През втората половина на 60-те години животът на Мери е пресечен от няколко тежки момента, но тя продължава да пише романи, дори по два годишно. Единственият път, когато необикновената ѝ физическа издръжливост и сила на духа ѝ изневеряват, е през декември 1868 г., когато след раждането на дъщеря ѝ Уинифред тя получава силен нервен срив, усложнен от родилна треска. Последните месеци от бременността ѝ са белязани от траур: смъртта на сестра ѝ Маги в Неапол на 3 октомври поради сериозно заболяване и тази на майка ѝ на 1 ноември. Въпреки кратък период на депресия писателката продължава да пише: през 1868 г. публикува своя двадесети роман.
През 1871 г. започва да пише пиеси, нито една от които не е поставена, а на следващата година излиза друг неин важен роман – The Lovels of Ardel.
На 5 септември 1874 г. смъртта на съпругата на издателя отново възбужда скандала с любовната връзка на Брадън с Джон Максуел. Максуел праща на г-н Кроули – брат на жена му Мери Ан три съобщения, приканващи го да запази погребението в тайна. Ричард Бинсли Ноулс обаче публикува в повечето лондонски вестници съобщение за смъртта на Мери Ан, а Максуел, противодействайки на тези съобщения, разпространява частен меморандум до приятели и семейство, дискредитиращ новината. Когато Ноулс открива хитростта на Максуел, той разкрива цялата случка и домашната прислуга решава да напусне.
След брака между Мери и Джон Максуел, законно признат и сключен на 2 октомври 1874 г. в църквата Сейнт Брайдс на Флийт Стрийт в Лондон, двойката е принудена да напусне дома си Личфийлд Хаус (Lichfield House) в Ричмънд (тогава в Съри) и да се премести в Челси за около година, надявайки се междувременно клюките да утихнат. След това те се завръщат в Личфийлд. През този период семейството непрекъснато организира вечери и се вижда с приятели, така че социалното му положение не е необратимо увредено.
Мери живее със съпруга си до смъртта му. Те имат общо шест деца: Джералд, Фани Маргарет, Франсис (починал на 3 г.), Уилям Бабингтън, Уинифред Розали (Роузи) и Едуард Хенри Харингтън (Тед). Най-голямата им дъщеря Фани Маргарет Максуел (* 1863, † 1955) се омъжва за натуралиста Едмънд Селус на 13 януари 1886 г. През 20-те години те живеят в замъка Уайк близо до Уеймът, Дорсет, където през 1923 г. Фани основава местен клон на Женския институт, чийто първа председателка става. Вторият им най-голям син е известният писател Уилям Бабингтън Максуел (* 1866, † 1939). Синът им Джерард Максуел също е писател.
През 1876 г. е публикуван „Дъщерята на Джошуа Хагард“ (Joshua Haggard's Daughter) – романа, който Робърт Лий Улф в биографията, посветена на Елизабет Мери Брадън, определя като нейния шедьовър. За разлика от сензационализма на най-известните ѝ творби романът разкрива влиянието на френския литературен реализъм, особено този на Емил Зола.
Брадън продължава да публикува сериализирани романи в периодични списания с известна редовност, докато съпругът ѝ не се инвалидизира. През 1892 г. тя публикува шейсетия си роман – „Харесваш и не харесваш“ (Like and Unlike) и впоследствие преминава през период на пауза. Съпругът ѝ умира от грип на 5 март 1895 г. след продължително боледуване.

### Последни години и смърт
Въпреки многото си болести Брадън се движи в крак с времето: около 1912 – 13 г. си купува кола; през 1913 г. присъства на кинопрожекцията на „Аврора Флойд“, а през 1914 г., когато избухва Първата световна война, помага на болничните пациенти, като продължава благотворителната дейност, която извършва през целия си живот.
Писателката е поразена от инсулт през 1907 г. През следващите години здравословното ѝ състояние прогресивно се влошава. Тя умира на 79-годишна възраст на 4 февруари 1915 г. в Ричмънд (тогава в Съри) и е погребана в гробището на Ричмънд.
Нейният дом е Личфийлд Хаус (Lichfield House) в центъра на града, който е заменен от жилищен блок през 1936 г. – Личфийлд Корт, който сега в списъка на историческите сгради. Писателката има плоча в енорийската църква в Ричмънд, където е наречена просто „Мис Брадън“. Редица близки улици са кръстени на герои от нейните романи – съпругът ѝ е строителен предприемач в района.

## Творчество
Брадън е плодовита писателка, създала повече от 80 романа с изобретателни сюжети, множество пиеси, стихотворения, есета и разкази.
Менторът ѝ Джон Гилби ѝ плаща да напише първата си стихосбирка „Гарибалди и други стихотворения“ (Garibaldi and other Poems), излязла през 1861 г. Освен стихосбирката си Брадън пише и творби от жанра penny dreadful – вид периодична публикация, разпространена в Обединеното кралство през 19 век. Тези нейни кратки истории излизат на части в списанията Welcome Guest, The Halfpenny Marvel и Sixpenny Magazine, които принадлежат на бъдещия ѝ съпруг Джон Максуел. Характеризирани с наситени сюжети с престъпления, предателства, убийства и отравяния, те осигуряват добри доходи на авторката, която обаче се посвещава и на писането на романи.
Преди стихосбирката обаче, стартирайки през 1857 г., Брадън публикува няколко стихотворения под сценичния си псевдоним Мери Сейтън в Beverley Recorder and General Advertiser и в Brighton Herald. Едновременно с това ѝ е поръчано да напише първия си роман „Три пъти мъртви“ (Three Times Dead) от издателя К. Р. Емпсън. Той излиза през 1860 г. и не постига желания успех. По-късно творбата е преиздадена като „Пътят на змията“ (The Trail of the Serpent) и днес може да се намери под това име.
Тя започва писателската си кариера в Лондон с полово неутралния псевдоним М. Е. Брадън. Успехът идва прз 1861 г. с романа „Тайната на лейди Одли“ (Lady Audley's Secret), чиято героиня е красива жена, виновна за убийството на съпруга си. Публикуван в три тома, той постига незабавен и изключителен успех, достигайки девет издания за една година и три различни театрални адаптации. Той остава в печат от публикуването си и е драматизиран и филмиран на няколко пъти. Следващият ѝ роман – „Аврора Флойд“ (Aurora Floyd) също е публикуван за първи път на части в сп. Темпъл Бар и след това излиза през 1862 г.
Авторката получава множество критики за това, че придава прекомерно централно място на компрометиращи теми като полигамията и престъпността. В годините след публикуването на „Аврора Флойд“ Мери пише още осем романа, както и други творби, които се появяват на части в списания, включително „Победата на Елеонора“ (Eleanor's Victory) (1863), „Съпругата на доктора“ (The Doctor's Wife) (1864), вдъхновен от „Мадам Бовари“ на Флобер, и The Lady's Mile (1866). В тази фаза съдържанието на творчеството ѝ става по-смекчено и съобразено с каноните на морала на времето.
Анонимният сензационен роман на Ричард Блакмор „Клара Вон“ (1864) ѝ е погрешно приписван от някои критици.
През 1866 г. Мери и съпругът ѝ основават две списания: Belgravia Magazine и Belgravia Annual. Belgravia Magazine е месечно списание с цена 1 шилинг, насочено към благородната читателска аудитория;то е художествено списание, което Мери редактира в продължение на десет години и в което публикува някои от романите си на части. Списанието представя на читателите серии сензационни романи, стихове, разкази за пътешествия и биографии, заедно с есета за мода, история и наука. То е придружено от пищни илюстрации и е литературен източник на достъпна цена. В него писателката публикува романа си The Lovels of Ardel (1872), в който се връща, за да разкаже история за съблазняване и предателство. Списанието е се радва на относителен успех: от 1866 до 1876 г. поддържа среден тираж от 15 000 бройки, достигайки връх от 18 000 бройки през 1868 г. След като Максуел продава двете списания през 1878 г., Брадън започва да редактира The Mistletoe Fingering God – коледен годишник. Така тя отново се включва във вече установен, но разширяващ се пазар, което показва силния ѝ усет за бизнес. Годишникът се фокусира върху художествената литература, а не върху есета или статии. Редакторските ѝ задължения не я възпират да продължава да пише. Тя продължава да публикува ненаситно и въпреки че никоя от по-късните ѝ творби не постига популярността на „Тайната на лейди Одли“ и „Аврора Флойд“, нейните романи, пиеси и разкази остават в очите на обществеността до смъртта ѝ.
В късната писателска кариера на Брадън има отчетлив преход от публикуване в периодични издания към това във вестници: Максуел ангажира Уилям Тилотсън от Болтън за синдиката, докато той продължава да публикува нейната художествена литература в обемна форма. Това означава, че нейната художествена литература е публикувана в цялата страна, а не само в столицата, и така творбите ѝ достигат до по-широка аудитория.
Към края на 1870-те години Мери Елизабет Брадън става редовна читателка на Емил Зола, чието влияние е отбелязано в по-късните ѝ романи като „Дъщерята на Джошуа Хагард“ (Joshua Haggard's Daughter) от 1876 г. Влиянието на френската култура може да се види и в „Наследството на Шарлот“ (Charlotte's Inheritance) от 1868 г., и в „Лисицата“ (Vixen) от 1879 г. – романи, считани за опасни, защото заплашват да нарушат статуквото поради несъответствието с викторианските идеали от онова време.
Брадън написва няколко произведения в жанра на свръхестествената проза, включително романа от 1891 г. за договора с дявола „Джерард или Светът, плътта и дяволът“ (Gerard or The World, the Flesh, and the Devil) и разказите за призраци „Студената прегръдка“ („The Cold Embrace“), „Посетителят на Евелин“ („Eveline's Visitant“) и „В абатство Крайтън“ („At Chrighton Abbey“). От 30-те години нататък тези истории често са антологизирани в колекции като „Свръхестественият омнибус“ (The Supernatural Omnibus) на Монтегю Съмърс от 1931 г. и „Петдесет години истории за призраци“ (Fifty Years of Ghost Stories) от 1935 г.
Брадън пише и историческа проза. Във „Високи места“ (High Places) изобразява младостта на Чарлз I. „Лондонска гордост“ (London Pride) се фокусира върху Чарлз II. Действието на „Мохауки“ (Mohawks) се развива по време на управлението на кралица Ан, а това на „Исмаил“ (Ismael) – по времето на идването на власт на Наполеон III.
През 2014 г. е основана Асоциацията на Мери Елизабет Брадън, за да отдаде почит на живота и делото ѝ.

## Сензационен роман и детективски роман
Мери Елизабет Брадън изиграва много важна роля в развитието на криминалния роман. Тя повлиява и на детективския роман – литературен жанр, който набира все повече популярност през онези години. През 1870-те и 1880-те години тя е известна като един от водещите представители и основатели на сензационния роман – литературен жанр, който съчетава традиционните елементи на романа и реализма с вълнуващи истории на мистерията и интригата, разположени в ситуации, познати на обществеността. Романите, които помагат за формирането на този нов жанр, са „Жената в бяло“ на Уилки Колинс (1860) и двата най-известни романа на Мери Елизабет Брадън – „Тайната на лейди Одли“ и „Аврора Флойд“.
Авторката и други популяризатори на новия литературен жанр са обвинени, че използват престъпността като трик, за да впечатлят читателя. Тъй като убийствата не са извършени в нисшите класи, а от членовете на буржоазията, се смята, че те увреждат почтения имидж на тази социална класа.
Романът „Тайната на лейди Одли“ (1861) се развива в два повествователни сюжета, които в крайна сметка се преплитат и завършват един в друг. Първият вижда като главни герои вдовеца сър Майкъл Одли и Луси Греъм – младата му и красива втора съпруга, бивша гувернантка с неясно минало, нетолерантна към Алисия – почти тийнейджърка и негова дъщеря от първата му съпруга. Вторият сюжет се развива около перипетиите с Робърт Одли – внук на сър Одли, който започва разследване, за да хвърли светлина върху изчезването на неговия близък приятел Джордж Талбойс. Романът, базиран на механизма на обратното разследване, успява да разкрие, сред престъпленията, изчезванията, множеството самоличности и обрати, тайната на лейди Одли. Въпреки успеха сред читателите критиците осъждат романа, смятайки го за неморален, тъй като главната героиня е нетрадиционна. Нейният ангелски и крехък аспект подчертава още повече силния ѝ волеви нрав, страстта и решителността на онези, които се борят да се освободят от обречеността на съдбата. M. E. Брадън, както писателката се подписва, не е смятана за автор на добра литература, тъй като прозата ѝ не е открито моралистична или реалистична: тя не се колебае да описва домашното насилие, престъпленията, убийствата и бигамията в контекста на богаташите и аристократите, традиционно считани за присъщи само на нисшите прослойки и на престъпната класа.
„Аврора Флойд“ разказва историята на едноименната героиня, която бяга с коняра си Джеймс Конърс, докато е още тийнейджърка. Скоро тя го изоставя, за да се омъжи за изискан и елегантен млад джентълмен – Талбът Булстроуд, в когото е лудо влюбена, но който изчезва, оставяйки я сама. След това Аврора се омъжва за груб земевладелец от Йоркшър, точно обратното на Булстрод. Този втори брачен съюз е разклатен от повторната поява на първия ѝ съпруг, за когото Аврора смята, че е загинал при злополука. Булстроуд продължава да заплашва Аврора, докато не бъде убит. Предвид ситуацията подозренията за убийството неизбежно падат върху главната героиня, която в крайна сметка се оказва невинна.
Лейди Одли представлява нов модел на героиня: докато притежава характерните черти на жените ангели, тя представя и други напълно нови аспекти: за разлика от Лора Феърли или Розамунд Лидгейт (главните женски герои на Уилки Колинс в „Жената в бяло“ и в „Мидълмарч“), лейди Одли е бигамна и убийца. Аврора Флойд, от друга страна, въпреки че никога не прибягва до убийство, е недолюбвана от критиците на онова време заради нейната чувственост. Тези два романа, принадлежащи към новия жанр на сензационния роман, са осъдени от викторианското общество, защото нарушават социалните правила на времето, поставяйки под въпрос институцията на брака и представяйки нотки на феминизъм. Поради тази причина творчеството на Мери Елизабет Брадън се свързва в онези години с „ниската“ литература и едва през 20 век е преоткрито и проучено именно заради иновативните си аспекти. Личният живот на Мери, подобен на този на нейните героини, е критикуван и смятан за абсолютно неприличен; Маргарет Олифант, например, твърди, че Мери няма нищо общо с добре възпитаните благородни дами от края на 19 век.
През последните години започва сериозно каталогизиране на нейните писания и творбите ѝ се преоценяват от литературна гледна точка чрез публикации и конференции. Те имат като почитатели лорд Алфред Тенисън, Чарлз Дикенс, Уилям Мейкпийс Такъри, министър-председателя Уилям Гладстоун и Хенри Джеймс, въпреки че критиците от нейното време я наричат презрително „Кралицата на циркулиращите библиотеки“.

## Художествени произведения
Някои библиографски материали в този непълен списък идват от каталога на книжарници Jarndyce „Женски писатели 1795 – 1927. Част I: A–F“ (лято 2017).
- The Trail of the Serpent (за пръв път публикуван като Three Times Dead, 1860)
- The Octoroon (1861)
- The Black Band (1861)
- Lady Audley's Secret (1862). На фр. Le Secret de Lady Audley (1863)
- Ralph the Bailiff and Other Tales (1862)
- John Marchmont's Legacy (1862 – 1863)
- The Captain of the Vulture (1863)
- Aurora Floyd (1863)
- Eleanor's Victory (1863)
- Henry Dunbar: the story of an outcast (1864)
- The Doctor's Wife (1864)
- Only a Clod (1865)
- Sir Jasper's Tenant (1865)
- The Lady's Mile (1866). На фр. L'Allée des Dames (1868)
- Birds of Prey (1867). На фр. Oiseaux de proie (1874)
- Circe (1867)
- Rupert Godwin (1867)
- Run to Earth (1868). На фр. La Chanteuse des rues (1873)
- Dead-Sea Fruit (1868). На фр. Un Fruit de la Mer Morte (1874)
- Charlotte's Inheritance (1868). На фр. L'Héritage de Charlotte (1874)
- Fenton's Quest (1871)
- To the Bitter End (1872)
- Robert Ainsleigh (1872)
- Lucius Davoren; or, Publicans and Sinners (1873). На фр. Lucius Davoren (1878)
- Milly Darrell, and other tales (1873)
- Griselda (1873, drama)
- Lost For Love (1874)
- Taken at the Flood (1874)
- A Strange World (1875)
- Hostages to Fortune (1875)
- Joshua Haggard's Daughter (1876).[27] French: Joshua Haggard (1879)
- Weavers and Weft, or, In Love's Nest (1876)
- Dead Men's Shoes (1876)
- An Open Verdict (1878)
- The Cloven Foot (1879)
- Vixen (1879)
- Just as I am (1880)
- Asphodel (1881)
- Mount Royal (1882)
- Phantom Fortune (1883)
- The Golden Calf (1883)
- Ishmael. A novel (1884)
- Flower and Weed and other tales (1884)
- Wyllard's Weird (1885)
- Mohawks (1886)
- One Thing Needful (1886)
- The Good Hermione: A Story for the Jubilee Year (1886, като Aunt Belinda)
- Cut by the County (1887)
- The Fatal Three (1888)
- The Day Will Come (1889)
- One Life, One Love (1890)
- The World, the Flesh and the Devil (1891)
- The Venetians (1892)
- All Along the River (1893)
- The Christmas Hirelings (1894)
- Thou Art The Man (1894)
- Sons of Fire (1895)
- London Pride; or, When the World was Younger (1896)
- Rough Justice (1898)
- In High Places (1898)
- His Darling Sin (1899)
- The Infidel (1900)
- A Lost Eden (1904)
- The Rose of Life (1905)
- The White House (1906)
- Dead Love Has Chains (1907)
- During Her Majesty's Pleasure (1908)
- Our Adversary (1909)
- Beyond These Voices (1910)

## Драматизации
Няколко от творбите на Брадън са драматизирани:
- Aurora Floyd, от Колин Хенри Хейзълууд, за първи път на сцена в Театър „Британия“ в Лондон през 1863 г.
- „The Cold Embrace“, в ролите Джонатан Фърт, Радио Би Би Си 4, 2009.
- Lady Audley's Secret, от Колин Хенри Хейзълууд, за първи път на сцена в Театър „Виктория“ в Лондон през 1863 г.[28]

## Игрални и телевизионни филми
„Аврора Флойд“
- 1912, Aurora Floyd, реж. Теодор Марстън, с Флорънс Ла Бади
- 1915, Aurora Floyd, реж. Травърз Вейл, с Луиз Вейл

„Ийст Лин“
- 1902, East Lynne, реж. Дики Уинслоу (заснет във Великобритания)
- 1903, East Lynne, подуцент Vitagraph
- 1908, East Lynne, продуцент Selig Polyscope Company
- 1910, East Lynne, продуцент Precision Films (заснет във Великобритания)
- 1912, East Lynne, реж. Теодор Марстън
- 1916, East Lynne, реж. Бъртрам Бракен, с Теда Бара

„Нейният горчив урок“
- 1912, Her Bitter Lesson, реж. Харди Къркланд, късометражен, с Ейдриън Крьол

„Тайната на лейди Одли“
- 1912, Lady Audley's Secret, реж. Хърбърт Бренън и Отис Търнър, с Джейн Фирнли
- 1915, Lady Audley's Secret, реж. Маршал Фарнъм, с Теда Бара
- 1920, Lady Audley's Secret, реж. Джак Дентън, с Маргарет Банерман
- 2000, Lady Audley's Secret, реж. Бетсан Морис Евънс, в ролите Нив Макинтош, Кенет Кренам и Стивън Макинтош, PBS Mystery! 2000.